# Langshan allemande
Pour les articles homonymes, voir Croad Langshan.
La langshan allemande est une race de poule domestique.

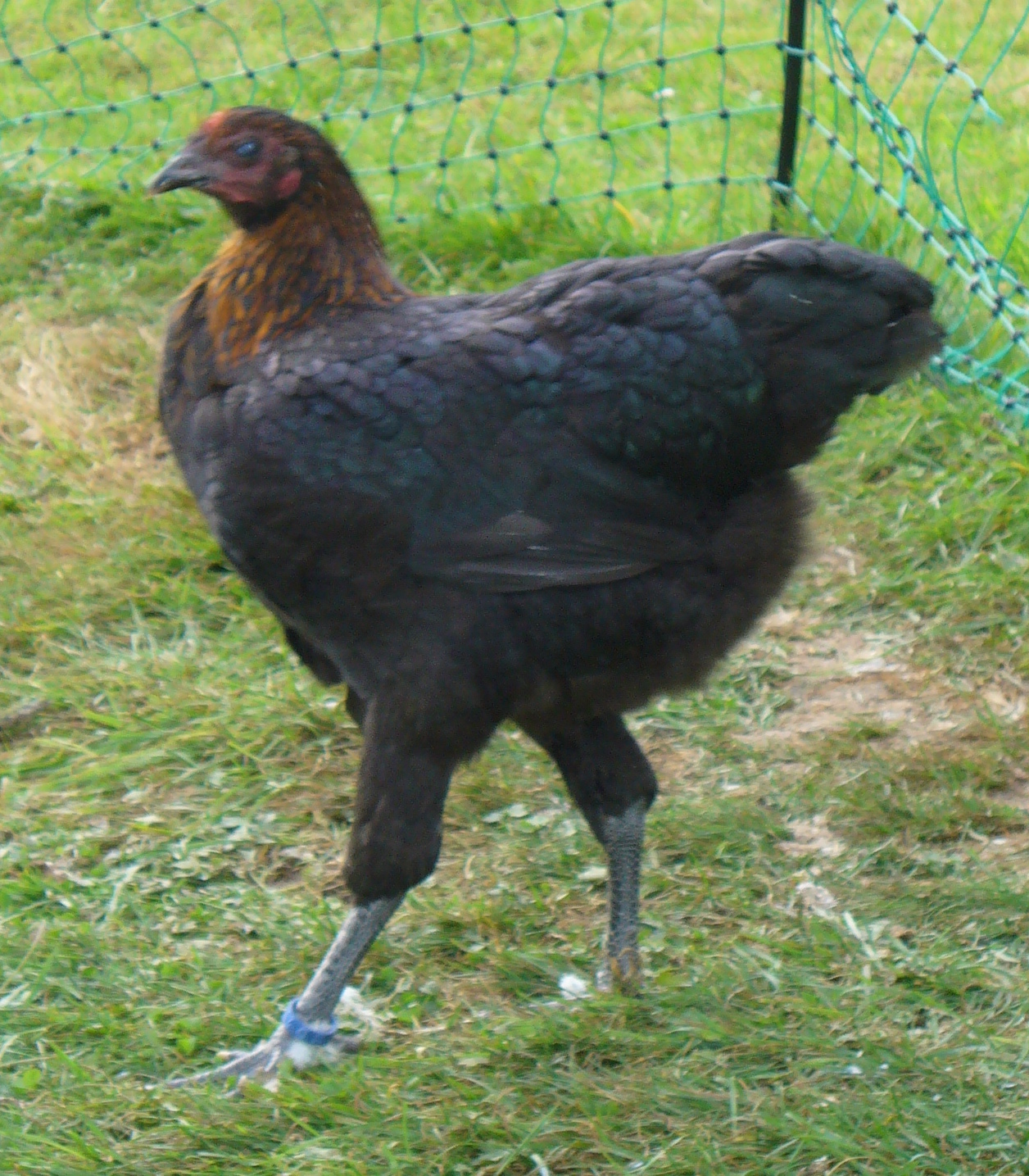
poulette langshan allemand noire à camail doré et poitrine liserée

## Description

### Grande race
C'est une volaille au port élevé, au corps allongé et à la tenue du corps un peu inclinée vers l'avant; sa ligne du dos est remontante.
Elle pond plus ou moins 160 œufs par an.

### Race naine
Type asiatique au port élevé, à la forme élégamment arrondie et à tenue du corps horizontale. Plumage plein, pas trop serré au corps.
Elle pond environ 160 œufs par an.

## Origine
Cette race a été créée en Allemagne à la fin du XIXe siècle, sélectionnée à partir de la Croad Langshan et d'autres races, notamment de la minorque noire pour supprimer les plumes présentes aux pattes qui donneront le standard actuel. La race naine est une création allemande exposée pour la première fois en 1910.

## Standardofficiel[réf.nécessaire]
- Crête : simple
- Oreillons : rouges
- Couleur des yeux : rouge foncé a brun
- Couleur de la peau : blanche
- Couleur des tarses : gris foncé.
- Couleur du plumage de la grande race : Noir, blanc, bleu liseré, noir à camail brun et poitrine liserée.
- Couleur du plumage de la naine : Noir, blanc, bleu liseré, rouge, fauve, noir à camail doré et poitrine liserée, bleu à camail doré et poitrine liserée, noir à camail argenté et poitrine liserée, bleu à camail argenté et poitrine liserée, blanc herminé noir, barré.

### Grande race[1]
- Masse idéale : Coq : 3 à 4,5 kg ; Poule : 2,5 à 3,5 kg.
- Œufs à couver : min. 58 g, coquille jaune paille à brun-jaune.
- Diamètre des bagues : Coq : 22 mm ; Poule : 20 mm

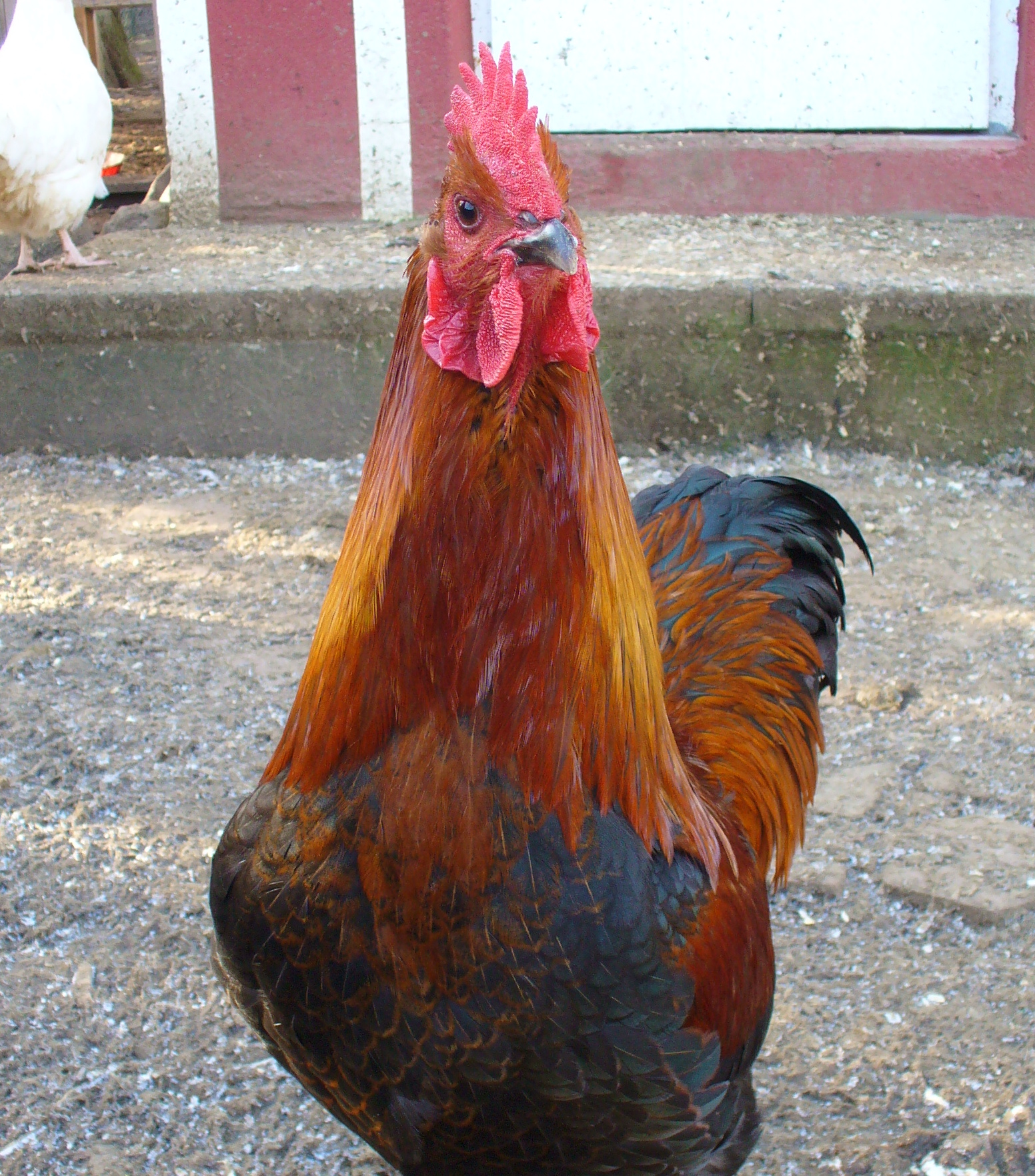
Coq noir à camail doré et poitrine liserée

### Naine[1]
- Masse idéale : Coq : 1 200 g ; Poule : 1 000 g.
- Œufs à couver : max. 42 g, coquille jaunâtre.
- Diamètre des bagues : Coq : 15 mm ; Poule : 13 mm.

## Sources
- Le Standard officiel des volailles (Poules, oies, dindons, canards et pintades), édité par la SCAF.
- Périquet, « Poules étrangères », sur pagesperso-orange.fr (consulté le 28 avril 2021)